# An Elixir for Existence
An Elixir for Existence è il secondo album della gothic metal band norvegese Sirenia.
Il disco ha sonorità parzialmente diverse dal lavoro precedente e, il tema principale dei brani, è sostenuto dalla voce di Henriette Bordvik.
Buona parte dei brani analizzano tematiche inerenti alle condizioni mentali, la depressione, le droghe ed il suicidio.

## Tracce
Testi e musiche di Morten Veland.
1. Lithium and a Lover  – 6:33
2. Voices Within  – 6:52
3. A Mental Symphony  – 5:25
4. Euphoria  – 6:35
5. In My Darkest Hours  – 6:04
6. Save Me from Myself  – 4:14
7. The Fall Within  – 6:48
8. Star-Crossed  – 6:28
9. Seven Sirens and a Silver Tear  – 4:45

## Formazione
- Henriette Bordvik - voce femminile
- Morten Veland - voce death, chitarre, tastiere, basso, batteria, programmazione
- Anne Verdot - violino

### Altri musicisti
- Damien Surian, Mathieu Landry, Emmanuelle Zoldan, Sandrine Gouttebel, Emilie Lesbros - coro
- Kristian Gundersen - voce maschile in A Mental Symphony, Euphoria e The Fall Within